# Tini
Cet article concerne le village du Burkina Faso. Pour l'album de Martina Stoessel, voir Tini (Martina Stoessel).
Tini est une localité située dans le département de Koupéla de la province du Kouritenga dans la région Centre-Est au Burkina Faso. 

## Éducation et santé
Le village possède une école primaire publique au lieu-dit de Wako.